# Domeniu generic de nivel superior

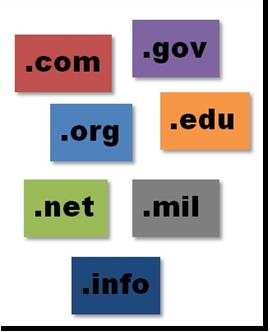
exemple de gTLD-uri

Un domeniu generic de nivel superior (din engleză de la Global Top Level Domain sau gTLD) este un domeniu de nivel superior (TLD) folosit (cel puțin teoretic) de o clasă specifică de organizații. TLD-urile au trei sau mai multe litere și se numesc în funcție de tipul de organizație pe care îl reprezintă (de exemplu .com pentru organizații comerciale). Momentan există următoarele gTLD-uri  (plus .arpa, care este uneori considerat și el un gTLD):
- .aero - pentru industria transporturilor aeriene
- .asia - pentru organizații din Asia
- .biz - pentru business (companii de afaceri)
- .cat - pentru limba/cultura catalană
- .com - pentru organizații comerciale, dar nerestricționat
- .coop - pentru cooperative
- .edu - pentru instituții educaționale de nivel superior
- .gov - pentru guvernul SUA și agențiile sale
- .info - pentru situri informaționale, dar nerestricționat
- .int - pentru organizații internaționale întemeiate prin tratat
- .jobs - pentru situri despre angajări
- .mil - pentru armata SUA
- .mobi - pentru situri ce deservesc aparate mobile
- .museum - pentru muzee
- .name - pentru familii și indivizi
- .net - inițial pentru infrastructuri de rețele, acum nerestricționat
- .org - inițial pentru organizații care nu se pretau pentru alt gTLD, acum nerestricționat
- .pro - pentru anumite profesii
- .tel - pentru servicii ce implică conexiuni între rețele telefonice și Internet
- .travel - pentru agenții de voiaj, companii aeriene, hoteluri etc.
- .xxx - pornografie

Următoarele gTLD sunt pe cale de a fi aprobate și s-ar putea să fie adăugate la serverele de nume (nameserver) rădăcină în viitorul apropiat:
- .geo - pentru situri legate de geografie
- .post - pentru servicii poștale

## Din istorie
La început, în ianuarie 1985, au fost implementate doar 6 domenii de nivel superior:
- .com
- .edu
- .gov
- .net
- .org
- .mil